# Indiengeier

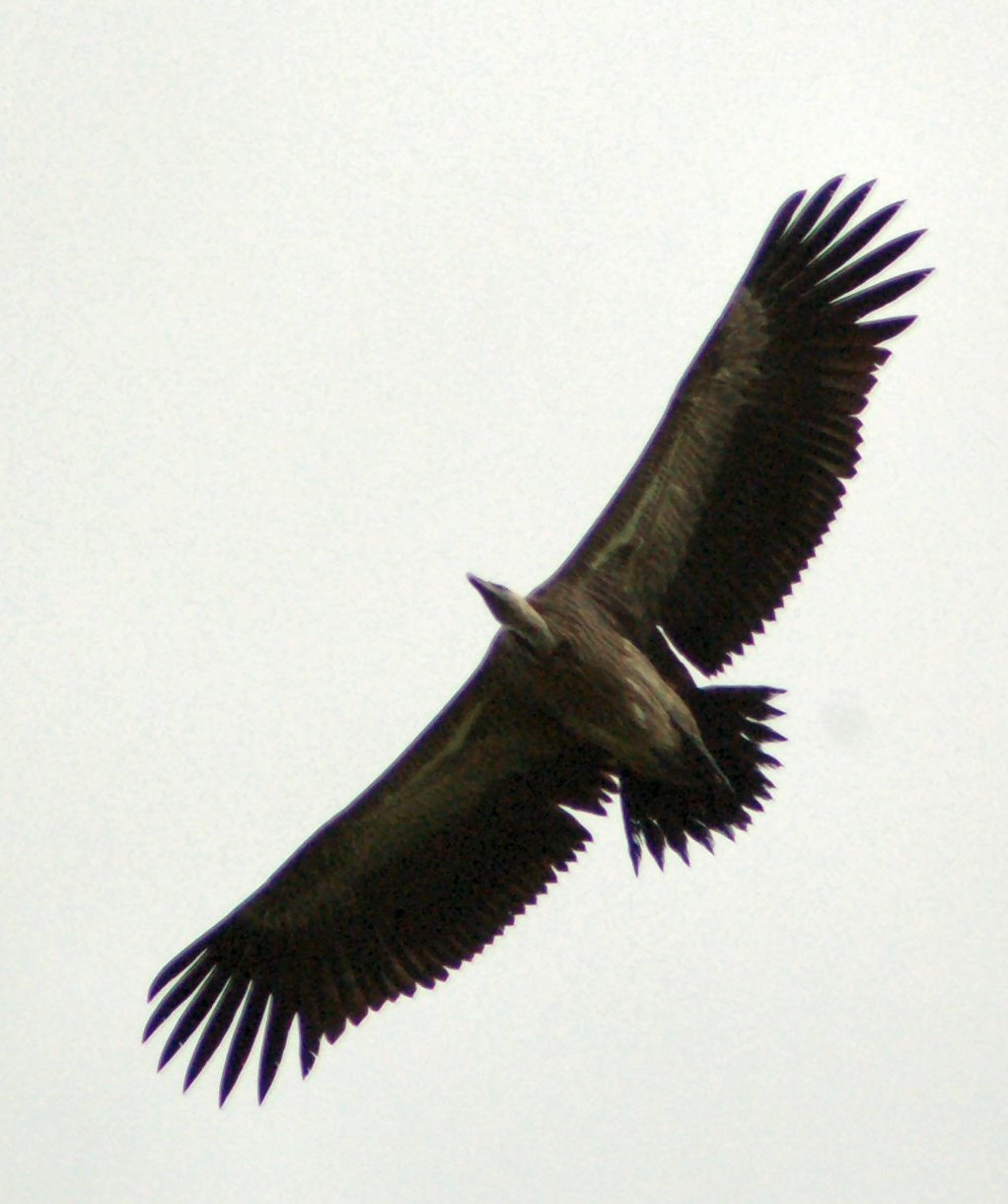
Flugbild des Indiengeiers

Lila: Verbreitung des Indiengeiers
(Gyps indicus)
Türkis: Verbreitung des Dünnschnabelgeiers
(Gyps tenuirostris)

Der Indiengeier (Gyps indicus), zuweilen auch Indischer Geier genannt, ist ein vom Aussterben bedrohter Greifvogel aus der Unterfamilie der Altweltgeier (Aegypiinae).

## Merkmale
Erwachsene Indiengeier erreichen eine Flügelspannweite von 196 bis 228 Zentimeter, eine Körperlänge von 80 bis 103 Zentimeter und ein Gewicht von 5,5 bis 6,3 Kilogramm. Kopf und Hals sind dunkel gefärbt und nackt, die Halskrause ist weißlich befiedert. Er besitzt sehr breite Flügel und kurze Schwanzfedern. Die Befiederung auf dem Rücken und die Oberflügeldecken sind gelblich braun, die Bauchfedern meist heller gelbbraun. Der Schnabel ist blass gelblich. Die Oberschenkel sind dicht weißgrau befiedert.
Dem Indiengeier sehr ähnlich ist der lange Zeit als Unterart geführte Dünnschnabelgeier (Gyps tenuirostris), der von Rasmussen als eigenständige Art erkannt wurde. Er ist etwas robuster gebaut und zeigt einen längeren und heller gefärbten Schnabel. Sein Verbreitungsgebiet umfasst einen Gürtel südlich des Himalaya und reicht bis nach Südostasien. Somit gibt es keine geographischen Überlappungen der beiden Arten, was die Unterscheidung erleichtert.

## Geographische Verbreitung und Lebensraum
Indiengeier kommen im Osten Pakistans, entlang der Westküste der indischen Halbinsel sowie im Norden von Delhi und südlich des Quellgebiets des Ganges vor. Sie besiedeln Städte und Dörfer sowie auch offene Landschaften und Wälder.

## Lebensweise
Der Indiengeier ist ein reiner Aasfresser, der sich meist in großen Gruppen an Tierkadavern einfindet, um zu fressen.
Die Brutzeit der indischen Geierart sind die Monate November bis März. Indiengeier leben überwiegend gesellig und brüten auf Felsen und auf verfallenen Gebäuden. Wo beides fehlt, brüten sie zuweilen auch auf Bäumen.

## Gefährdung und Schutzmaßnahmen
Die Art ist nach dem Status der IUCN vom Aussterben bedroht („Critically Endangered“).
Der Bestand ist seit Mitte der 1990er Jahre um 97 Prozent zurückgegangen. Nachdem anfänglich vermutet wurde, die Geier seien einer Infektionskrankheit erlegen, wurde nach Untersuchungen von Gewebeproben festgestellt, dass der Wirkstoff Diclofenac für den Tod der Vögel verantwortlich ist. Diclofenac ist ein entzündungshemmendes Medikament, mit dem verletzte Hausrinder behandelt wurden. Starb ein damit behandeltes Rind und fraßen Geier von dem Kadaver, verendeten sie an Nierenversagen. Da Diclofenac in Südasien weit verbreitet eingesetzt wird, stellt es auch eine ständige Gefahr für alle in den betroffenen Regionen lebenden Geierpopulationen dar. Dies trifft insbesondere für Gebiete mit Anhängern des Hinduismus zu, die kein Rindfleisch verzehren und die toten Rinder nicht entsorgen. Es wird deshalb an der Stelle, an der es verendet ist, von den Geiern gefressen. Nachdem man die schädliche Wirkung von Diclofenac auf die Geier erkannte, wurde seine Anwendung bei Haustieren in Indien verboten. Dies auch deshalb, da mit dem Rückgang der Geier ein Anstieg von Rattenpopulationen sowie von verwilderten Hunden, die sich vorzugsweise von Aas ernährten, zu verzeichnen war. Mit dem ebenfalls entzündungshemmenden Medikament Meloxicam steht zwar ein Alternativmittel zur Verfügung, das bei den Geiern keine gesundheitlichen Schäden verursacht, aber teurer ist. Diclofenac wird deshalb in Indien weiterhin illegal verwendet.
Inzwischen wurden verschiedene Erhaltungszuchtprogramme begonnen, u. a. in der Nachzuchtstation in Haryana. Als weitere Schutzmaßnahme werden auf ausgewählten Plätzen unbehandelte Kadaver ausgelegt, um die sehr standorttreuen Geier an diese Plätze zu binden, bis Diclofenac aus dem Nahrungskreislauf weitestgehend verschwunden ist.